# Kumberg
Kumberg là một đô thị thuộc huyện Graz-Umgebung bang Steiermark, nước Áo. Đô thị Kumberg có diện tích 29,27 km², dân số thời điểm cuối năm 2006 là 3441 người.